# Prasonica
Prasonica is een geslacht van spinnen uit de  familie van de wielwebspinnen (Araneidae).

## Soorten
- Prasonica affinis Strand, 1906
- Prasonica albolimbata Simon, 1895
- Prasonica anarillea Roberts, 1983
- Prasonica hamata Thorell, 1899
- Prasonica insolens (Simon, 1909)
- Prasonica nigrotaeniata (Simon, 1909)
- Prasonica olivacea Strand, 1906
- Prasonica opaciceps (Simon, 1895)
- Prasonica plagiata (Dalmas, 1917)
- Prasonica seriata Simon, 1895